# 알렉산드리아 (켄터키주)

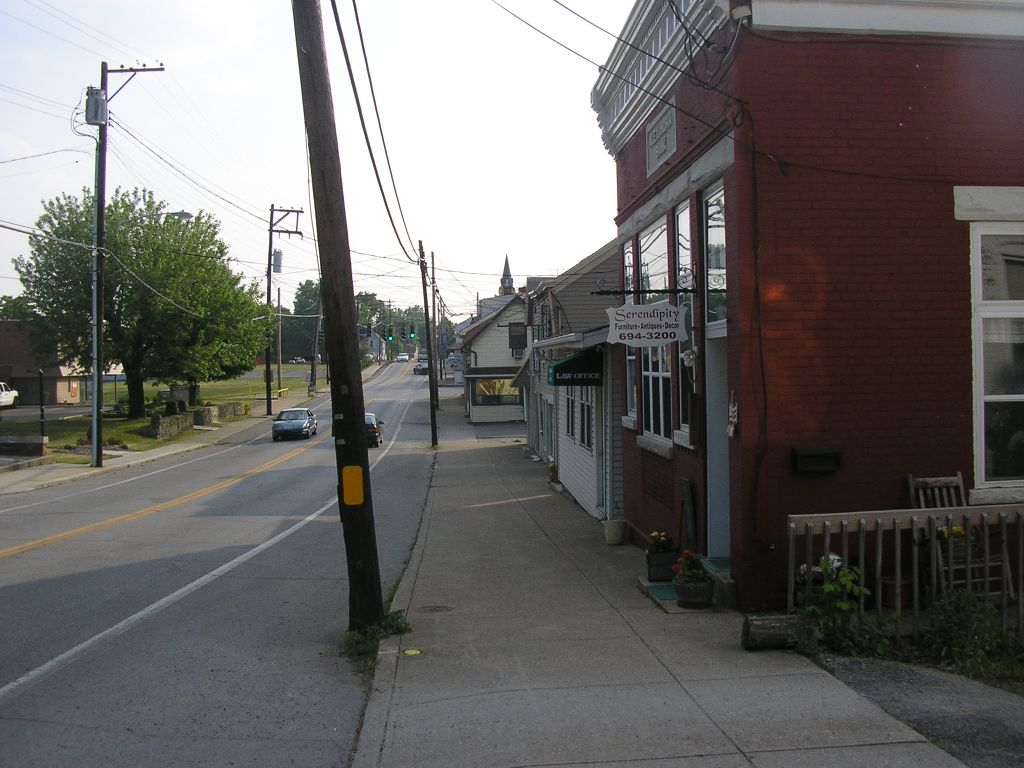

알렉산드리아(Alexandria)는 미국 켄터키주 캠벨군의 도시이다. 뉴포트 (켄터키주)와 함께 캠벨군의 2개의 군청 소재지에 속한다. 2020년 미국 인구 조사 기준으로 인구 수는 10,341명이다.

## 인구
| 인구조사              | 인구   | Note | %±     |
| --------------------- | ------ | ---- | ------ |
| 1870년                | 381    |      | —      |
| 1880년                | 378    |      | −0.8%  |
| 1900년                | 359    |      | —      |
| 1910년                | 353    |      | −1.7%  |
| 1920년                | 316    |      | −10.5% |
| 1930년                | 424    |      | 34.2%  |
| 1940년                | 430    |      | 1.4%   |
| 1950년                | 536    |      | 24.7%  |
| 1960년                | 1,318  |      | 145.9% |
| 1970년                | 3,844  |      | 191.7% |
| 1980년                | 4,735  |      | 23.2%  |
| 1990년                | 5,592  |      | 18.1%  |
| 2000년                | 8,286  |      | 48.2%  |
| 2010년                | 8,477  |      | 2.3%   |
| 2020년                | 10,341 |      | 22.0%  |
| U.S. Decennial Census |        |      |        |